# 纳依道夫变着
纳伊多夫变着是國際象棋開局西西里防禦的一種，走法為：
1.e4 c5 2.Nf3 d6 3.d4 cxd4 4.Nxd4 Nf6 5.Nc3 a6
该变着得名于特级大师米格爾·納依道夫。